# I'S wing
I'Swing（アイズウイング）は、福岡県福岡市を拠点に活動する女性ローカルアイドルグループである。

## 概要
日本一白が似合う、キラキラ感溢れる王道アイドルグループ。等身大の歌詞、生歌、激しく可愛いダンス、熱気あるライブパフォーマンスを展開している。
I'S9（アイズナイン）としてデビュー。2017年にI'S wing（アイズウィング）に改名。

## 沿革
- 2012年
  - 10月 - I'S9 結成
- 2014年
  - 8月13日 - 福岡市民会館でワンマンライブ開催。
- 2015年
  - 1月21日 - ファーストアルバム「私がアイドルになった日」発売。
  - 2月1日 - 全国劇場ツアー「羽ばたくんだ！」東京公演
  - 2月11日 - 全国劇場ツアー「羽ばたくんだ！」名古屋公演
  - 2月21日 - 全国劇場ツアー「羽ばたくんだ！」大阪公演
  - 3月1日 - 全国劇場ツアー「羽ばたくんだ！」福岡公演
  - 9月19日 - 徳永裕梨の卒業（11月予定）、落合涼香のI'S0との兼任、近藤李砂のIsTaRとの兼任、リーダーの交代（近藤李砂→吉岡愛梨咲）を発表。[1]
  - 11月21日 - 徳永裕梨が卒業
  - 11月23日 - 日向桜花、栗原留美が加入[2]
- 2016年
  - 3月26日 - 福岡・都久志会館にて「I'S9ワンマンLIVE-芽生えの春。-」を開催。
  - 7月3日 - 山本愛理、山口朱莉が加入
  - 7月30日 - 落合涼香、近藤李砂、日向桜花が卒業
  - 8月6日 - 東京アイドルフェスティバル2016出演　落合涼香、近藤李砂、日向桜花が特別参加
  - 10月15日 - 「I'S9〜4周年記念LIVE〜」を福岡・VIVRE HALLにて開催
  - 10月23日 - 栗原留美が卒業
  - 10月29日 - miyu（松下美侑）ソロデビュー決定、I'S9と兼任
  - 12月16日 - 山口朱莉が卒業
  - 12月24日 - miyuがソロデビューシングル「恋音」発売記念LIVEを福岡INSAにて開催。
- 2017年
  - 1月7日 - 2月19日より「I'S wing（アイズウィング）」に改名することを発表。
  - 2月9日 - 2月6日に阿貴を専属契約解除。
  - 2月19日 - 福岡スカラエスパシオにてワンマンライブを開催。この日より「I'S wing」に改名。
  - 4月27日 - 5月31日をもって解散することを発表。
  - 5月28日 - 福岡BEAT STATIONにて解散ライブ。元メンバーの愛沙・裕梨・涼香・李砂・朱莉・阿貴がアンコールでサプライズ登場。
- 2018年
  - 6月23日 - ガスホールにて一日限りの復活ライブ「一期一会」開催。出演メンバーは愛梨咲、李砂、阿貴、実玖、裕梨、愛理、涼香の7名。

## メンバー

### 解散時の最終在籍メンバー
| ナンバー （現在は廃止） | 名前       | 読み           | ニックネーム       | 生年月日(年齢)         | 血液型 | 備考                                              | 旧個人ブログ(現在オフィシャルブログに一本化）                            |
| ----------------------- | ---------- | -------------- | ------------------ | ---------------------- | ------ | ------------------------------------------------- | ------------------------------------------------------------------------ |
| No.1                    | 吉岡愛梨咲 | よしおかありさ | ありさ、ありちゃん | 1998年11月24日（26歳） | B型    | リーダー                                          | ＊愛梨咲＊オフィシャルブログ★愛梨咲のアリあり ダイあり～ こんなのアリ？★ |
| No.9                    | 松下美侑   | まつしたみゆ   | みゆ               | 1999年5月4日（25歳）   | O型    | ソロ歌手miyuとしてI'S9と兼任                      | miyuのブログ『みゆみーる』                                               |
|                         | 湯浅実玖   | ゆあさみく     | みく               | 1998年10月1日（26歳）  | O型    | 2014年11月加入解散後九州女子翼                    | みくのブログ                                                             |
|                         | 山本愛理   | やまもとあいり | あいり             | 2002年8月1日（22歳）   | B型    | 前I'S０メンバー 2016年7月3日加入→解散後九州女子翼 | I'S9の元気印☆愛理のブログ                                                |

### 元メンバー
| ナンバー （現在は廃止） | 名前       | 読み           | ニックネーム | 備考                                                                  |
| ----------------------- | ---------- | -------------- | ------------ | --------------------------------------------------------------------- |
| No.3                    | 森なつみ   | もりなつみ     | なっちゃん   | 2013年2月まで活動。                                                   |
| No.2                    | 柴田香菜子 | しばたかなこ   | かなこぉー   | 2014年6月まで活動。                                                   |
| No.6                    | 福永愛沙   | ふくながあいさ | あいあいさ   | 2014年10月まで活動。 その後一時BudLaBの富永アイサとして活動。         |
| No.5                    | 徳永裕梨   | とくながゆうり | ゆうちゃん   | 2015年11月まで活動。 その後一時LUNARSOLARの유우리(ユウリ)として活動。 |
| No.4                    | 落合涼香   | おちあいすずか |              | 2016年8月6日まで活動。                                                |
| No.7                    | 近藤李砂   | こんどうりさ   | りさりさ     | 2016年8月6日まで活動。 現在はIsTaRのメンバー。                        |
|                         | 日向桜花   | ひなたさくら   |              | 2016年8月6日まで活動。                                                |
|                         | 栗原留美   | くりはらるみ   |              | 2016年10月23日まで活動。                                              |
|                         | 山口朱莉   | やまぐちしゅり | しゅりりん   | 2016年12月16日まで活動。                                              |
| No.8                    | 栗谷阿貴   | くりたにあき   | あっきー     | 2017年2月6日まで活動。                                                |

## 作品

### シングル
|   | タイトル             | 発売日         | 販売形態   | 品格品番                                | 備考                                                                           |
| - | -------------------- | -------------- | ---------- | --------------------------------------- | ------------------------------------------------------------------------------ |
| 1 | キミがいるから       | 2013年5月22日  | CD         | ITR9-0001                               | デビューシングル                                                               |
| 2 | キラキラ数えに行こう | 2013年11月20日 | CD         | ITR9-0002 ITR9-0003                     | TYPE-A TYPE-B                                                                  |
| 3 | お願い、ギュッとして | 2014年4月23日  | CD         | ITR9-0004 ITR9-0005                     | TYPE-A TYPE-B                                                                  |
| 4 | 羽ばたくんだ！       | 2015年9月9日   | CD CD＋DVD | ITR9-0008 ITR9-0009 ITR9-0010 ITR9-0011 | TYPE-A TYPE-B TYPE-C TYPE-D 劇場ツアーファイナル「キャナルシティ劇場」LIVE DVD |
| 5 | 芽生えの春。         | 2016年5月24日  | CD CD+DVD  | ITR9-012 ITR9-013                       | TYPE-A 通常盤 TYPE-B MV盤                                                      |
| 6 | 私が私であること、   | 2017年4月19日  | CD+DVD CD  | QAIT-10001 QAIT-10002                   | 初回限定盤（DVD付） 通常盤                                                     |

### miyuシングル
|   | タイトル | 発売日         | 販売形態 | 品格品番 | 備考                 |
| - | -------- | -------------- | -------- | -------- | -------------------- |
| 1 | 恋音     | 2016年12月23日 | CD       | ITRM-001 | ソロデビューシングル |

### 会場限定販売
|   | タイトル         | 発売日        | 販売形態 |
| - | ---------------- | ------------- | -------- |
| 1 | お待ちしてます！ | 2014年8月13日 | CD       |

### 配信限定シングル
|   | タイトル        | 発売日        |
| - | --------------- | ------------- |
| 1 | 唱えて、Winter9 | 2016年12月1日 |

### アルバム
|   | タイトル               | 発売日        | 販売形態  | 品格品番            | 備考                                                              |
| - | ---------------------- | ------------- | --------- | ------------------- | ----------------------------------------------------------------- |
| 1 | 私がアイドルになった日 | 2015年1月21日 | CD CD+DVD | ITR9-0006 ITR9-0007 | TYPE-A TYPE-B 「2014/8/13 I'S9福岡市民会館ワンマンライブ」DVD付き |
| 2 | 私は確かにここにいた。 | 2017年5月28日 | CD        | ITR9-015            | 解散ライブ当日に限定販売                                          |

### 映像作品
|   | タイトル     | 発売日         | 販売形態 | 品格品番 | 備考                                              |
| - | ------------ | -------------- | -------- | -------- | ------------------------------------------------- |
| 1 | 芽生えの春。 | 2016年11月23日 | DVD      | ITR9-014 | 2016年3月に都久志会館にて開催されたワンマンライブ |

### 写真集
|   | タイトル               | 発売日         | 品格品番 |
| - | ---------------------- | -------------- | -------- |
| 1 | 美侑「みゆっぽいと。」 | 2016年9月10日  | ITRP-001 |
| 2 | 実玖「私。」           | 2016年9月10日  | ITRP-002 |
| 3 | 阿貴「19-nineteen-」   | 2016年11月12日 | ITRP-003 |
| 4 | 愛梨咲「現在地」       | 2017年3月7日   | ITRP-004 |

## 出演

### テレビ
- 福岡発地域ドラマ「たからのとき」 （2017年1月27日(金)、NHK総合）- 愛梨咲。

### ラジオ
- ITR RADIO （毎週火曜、コミュニティラジオ天神）- 毎週週替わりでITR所属メンバーが担当。

### 映画
- 空飛ぶ金魚と世界のひみつ（2013年夏） - 愛梨咲。主人公のクラスメイト役。<アジア太平洋こども会議 in 福岡 25周年記念映画>

### CM
- 英進館「それでも、合格する学力を」 - 愛梨咲。
- 英進館「それでも、合格する学力を」戦国武将編 - 愛梨咲。
- 石村萬盛堂「濃い茶おぐら ほら、あんこも違う」 - 実玖。
- ふくおかフィナンシャルグループ(福岡銀行／熊本銀行／親和銀行)「娘への仕送り編」 （2015年5月25日 - 2016年3月31日） - 実玖[6]。
- 中央コンタクト （2015年11月 - ） - 実玖。
- JA全農ふくれん「パックご飯TV-CM篇」 （2016年9月2日 - ） - 実玖[7]。
- 学校法人 聖カタリナ学園 「聖カタリナ大学 看護学科編」（2016年9 - ） - 実玖。 ※四国地区限定
- 福岡県宅建協会（2016年12月1日 - ） - 朱莉[8]。
- お伝さん～久留米かすり物語 - 実玖。